# Matthijs van den Adel
Matthijs van den Adel (* 12. November 1944 in Rotterdam, Niederlande) ist ein niederländischer Bankmanager.

## Leben
Van den Adel stand von 1975 bis 1989 in Diensten der Rabobank, war während dieser Zeit unter anderem Sonderbeauftragter des Vorstandes für die Prüfung von Großkrediten, Steuerung großer Finanzierungsvorhaben sowie der Akquisition und Integration von Beteiligungen und Generalsekretär der Unico Banking Group.
Im Jahr 1990 wurde er Mitglied des Vorstandes der Fuji Bank. 1995 wechselte er zu Fortis Nederland, bevor er schließlich im Januar 2004 zum Vorstand der WestLB berufen wurde. Er war dort als Chief Risk Officer (CRO) verantwortlich für das Risikomanagement, sowie als Arbeitsdirektor zuständig für das Personalwesen.
Matthijs van den Adel wurde 2007 ebenso wie Thomas R. Fischer aus dem Vorstand der WestLB abberufen, nachdem ihm Fehlverhalten im Zusammenhang mit fehlgeschlagenen Spekulationen der WestLB mit Volkswagen-AG-Aktien zur Last gelegt wurde. Im juristischen Verfahren wurde das „Fehlverhalten“ verneint und seine Unschuld bestätigt.